# Santiago do Cacém
Santiago do Cacém is een plaats en gemeente in het Portugese district Setúbal.
De gemeente heeft een totale oppervlakte van 1,059 km² en telde 31.105 inwoners in 2001.
Bezienswaardig is het kasteel van Santiago do Cacém.

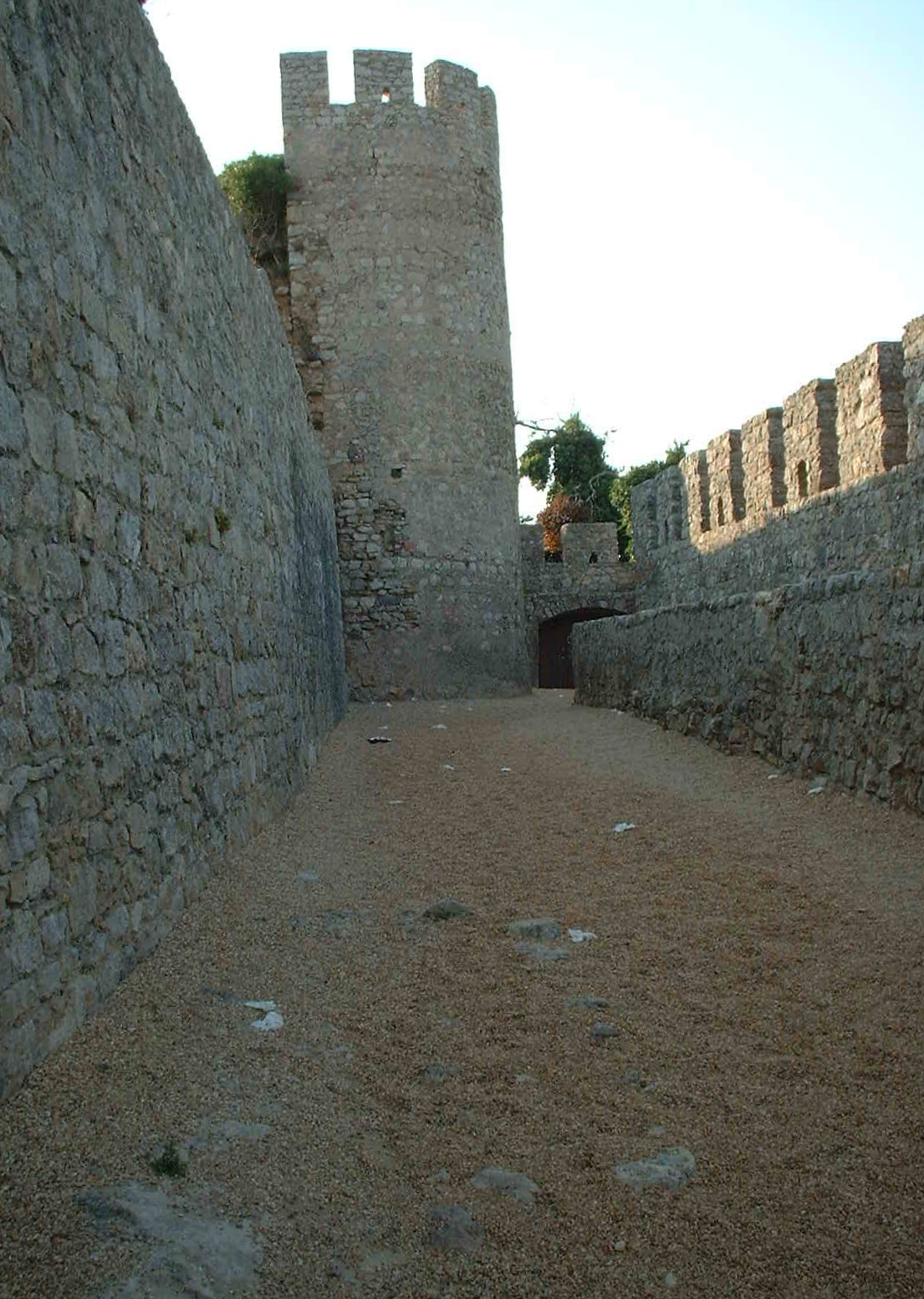
kasteel

## Freguesias
Santiago do Cacém bestaat uit de volgende freguesias:
- Abela
- Alvalade
- Cercal do Alentejo
- Ermidas-Sado
- Santa Cruz
- Santiago do Cacém
- São Bartolomeu da Serra
- São Domingos
- São Francisco da Serra
- Vale de Água
- Vila Nova de Santo André